# やさしい地方
『やさしい地方』（やさしいちほう）は、松本清張の短編小説。『小説新潮』1963年12月号に掲載され、1987年10月に短編集『失踪の果て』収録の一作として、角川文庫から刊行された。
1988年にテレビドラマ化されている。

## あらすじ
沼地恭介は弁護士事務所に勤務していたが、精力的な容貌を持ち、女性に接するあらゆる機会がそのまま彼女を手に入れる道に通じる男であった。夫との揉め事で事務所に来た萩山芳子とも、すぐに交渉を持ったが、ある時、芳子を連れて長野県・飯田周辺に宿泊した際、土生とよ子という変わった姓の助産婦が話題になる。芳子とはその後あっさり別れた沼地だったが、それから3年を経て、達者な弁舌を武器に、国会議員にのし上がることに成功した。今度は魅惑的な人妻の向田規美子、続いて未亡人で財産家の横内タツ子を手に入れる。沼地より11歳年上の横内タツ子は、太っちょで鼻が低い容貌だったが、金づるとしてありがたい女だった。しかしそんな時、向田規美子が沼地に妊娠を告げる。このことが横内タツ子に知られたら、自分は宝の山を喪失する…。沼地は邪魔になった女の殺人計画を練る。 

## テレビドラマ
「松本清張スペシャル・やさしい地方」。1988年11月29日、日本テレビ系列の「火曜サスペンス劇場」枠（21:03-22:52）にて放映。視聴率22.9％（ビデオリサーチ調べ、関東地区）。
キャスト
- 沼地恭介：古谷一行
- 横内タツ子：加藤治子
- 萩山芳子：沢田亜矢子
- 向田規美子：沖直未
- 土生とよ子：佐々木すみ江
- 沢子：三條泰子
- 宮田刑事：小松方正
- 萩山和夫：望月太郎
- 岸本明：森篤夫
- 政党幹事長：入江正徳
- 松岡刑事：金田拓三
- 菅野調査員：草野大悟
- 稲川善一
- 高杉哲平
- 相原巨典
- 近松敏夫
- 村上幹夫
- 大矢兼臣
- 篠原大作
- 渡部猛
- 松浪志保
- 横尾三郎
- 沢柳迪子
- 駒塚由衣

スタッフ
- 企画：小坂敬
- プロデューサー：嶋村正敏、板橋貞夫、林悦子
- 脚本：大野靖子
- 監督：松尾昭典
- 助監督：油谷誠至
- 音楽：大谷幸
- 撮影：加藤正幸
- 美術：猪俣邦弘
- 照明：遠藤克巳
- 録音：大宮健司
- 編集：河原弘志
- 音響効果：宮田音響
- 編集・MA：映広
- 現像・テレシネ：東京現像所
- 撮影協力：新横浜国際ホテル、富士通OA株式会社
- 音楽協力：日本テレビ音楽
- 制作：松竹、日本テレビ、霧企画

| 日本テレビ系列 火曜サスペンス劇場 | 日本テレビ系列 火曜サスペンス劇場              | 日本テレビ系列 火曜サスペンス劇場 |
| 前番組                            | 番組名                                         | 次番組                            |
| --------------------------------- | ---------------------------------------------- | --------------------------------- |
| 女検事・霞夕子6 （1988.11.22）    | 松本清張スペシャル やさしい地方 （1988.11.29） | 再会・殺意の方程式 （1988.12.6）  |